# Cucumber
Cucumber je britský televizní seriál, který v roce 2015 uvedl soukromý televizní kanál Channel 4. Byla odvysílána jedna řada o osmi dílech. Seriál pojednává o osudech několika homosexuálů v Manchesteru. Podle teorie hlavního hrdiny seriálu Henryho symbolizuje okurka nejvyšší hodnotu na škále erekce před banánem a tofu.

## Děj
Henry Best je gay středního věku, který pracuje jako pojišťovací agent. Již devět let žije s přítelem Lancem Sullivanem. Během jediného dne se mu však změní svět naruby. Rozejde se s přítelem, musí se odstěhovat z domu, přijde o úspory a je vyhozen z práce. Přestěhuje se tedy k Deanovi a Freddiemu, kteří jsou také gayové a pracují ve stejné pojišťovně (ovšem na mnohem nižších pozicích). Společně obývají rozlehlé bývalé skladiště. Zde se Henry snaží získat nazpátek vše, co ztratil.

## Postavy a obsazení
| Vincent Franklin   | Henry Best     |
| Cyril Nri          | Lance Sullivan |
| Julie Hesmondhalgh | Cleo           |
| Freddie Fox        | Freddie Baxter |
| James Murray       | Daniel         |
| Fisayo Akinade     | Dean Monroe    |
| Con O'Neill        | Cliff          |

## Přehled dílů
| Č. v seriálu | Původní název | Režie           | Scénář           | Premiéra ve VB  |
| ------------ | ------------- | --------------- | ---------------- | --------------- |
| 1            | Episode 1     | David Evans     | Russell T Davies | 22. ledna 2015  |
| 2            | Episode 2     | David Evans     | Russell T Davies | 29. ledna 2015  |
| 3            | Episode 3     | David Evans     | Russell T Davies | 5. února 2015   |
| 4            | Episode 4     | Alice Troughton | Russell T Davies | 12. února 2015  |
| 5            | Episode 5     | Alice Troughton | Russell T Davies | 19. února 2015  |
| 6            | Episode 6     | Alice Troughton | Russell T Davies | 26. února 2015  |
| 7            | Episode 7     | Euros Lyn       | Russell T Davies | 5. března 2015  |
| 8            | Episode 8     | Euros Lyn       | Russell T Davies | 12. března 2015 |